# Joan Rovira (cantant)
Joan Rovira (Camarles, 1982) és un músic i cantautor català.

## Biografia
Després d'uns inicis amb orquestres de ball de les Terres de l'Ebre com la mítica 'Junior's' d'Amposta, Es graduà en Saxo Jazz a l'Escola Superior de Música de Catalunya (ESMUC), participant durant molt de temps en l'escena jazzística de Barcelona, on va col·laborar amb molts grups i projectes. Posteriorment, va canviar de format, interpretant versions de les cançons amb què va créixer, el que ell en diu "música negra", a Catalunya, la Gran Bretanya, Itàlia o Dubai.
Va ser l'"artista revelació" dels premis Enderrock 2016 per votació popular. Després de la seva època de música de carrer, el seu disc debut va ser Peix Sense Espina (Satélite K, 2015). El 2017 va publicar el disc Encara tenim temps, amb el que va obtenir el premi Enderrock per votació popular al Millor disc de cançó d’autor 2017. L'artista ebrenc proposa el concepte de Festa-Autor, que combina la música festiva i la música més personal. L'any 2019 publica el seu tercer disc, Dies Millors(Satelite K, 2019), ampliant la banda i fent un gran salt endavant amb la producció d'un treball vitalista que combina la música festiva amb la més intimista. "Sota el teu balcó" va guanyar el Premi Enderrock per votació popular a millor cançó en la categoria de cançó d’autor 2019. L'any 2023 estrenà el seu quart disc El meu lloc preferit

## Discografia
- Peix Sense Espina (Satélite K, 2015)
- Encara tenim temps (Satélite K, 2017)
- Dies Millors (Satelite K, 2019)
- El meu lloc preferit (Satelite K, 2023)